# Spallanzania brasiliensis
Spallanzania brasiliensis är en tvåvingeart som först beskrevs av Townsend 1927.  Spallanzania brasiliensis ingår i släktet Spallanzania och familjen parasitflugor. Inga underarter finns listade i Catalogue of Life.